# Junior Arias
Junior Arias, vollständiger Name Junior Gabriel Arias Cácerers, (* 17. Mai 1993 in Montevideo) ist ein uruguayischer Fußballspieler.

## Karriere

### Verein
Der 1,70 Meter große Offensivakteur Arias steht spätestens seit der Clausura 2013 im Profikader von Liverpool Montevideo. In jener Halbserie absolvierte er vier Spiele (kein Tor) in der Primera División. Nachdem in der Apertura 2013 keine weiteren Erstligaeinsätze für ihn verzeichnet sind, wechselte er im Januar 2014 innerhalb der Liga auf Leihbasis zu El Tanque Sisley. In der Clausura 2014 erzielte er dort sechs Treffer bei 15 Saisoneinsätzen. Zur Spielzeit 2014/15 kehrte er zum inzwischen in die Segunda División abgestiegenen Liverpool Montevideo zurück. Mit 17 Toren bei 23 Zweitligaeinsätzen trug er zum Wiederaufstieg am Saisonende bei. In der Saison 2015/16 bestritt er 29 Erstligaspiele und schoss 19 Tore. Damit wurde er gemeinsam mit Gastón Rodríguez uruguayischer Erstliga-Torschützenkönig dieser Saison. Anfang August 2016 wechselte er zum Club Atlético Peñarol. In seiner ersten Spielzeit bei den "Aurinegros" erzielte er fünf Tore bei 14 Ligaeinsätzen. Zudem absolvierte er eine Begegnung (kein Tor) der Copa Sudamericana 2016. Während der Saison 2017 kam er 22-mal (fünf Tore) in der Primera División und sechsmal (zwei Tore) in der Copa Libertadores 2017 zum Einsatz. Im Juli 2017 verpflichtete ihn der argentinische Verein CA Talleres und zahlte für 33 Prozent der Transferrechte eine Ablösesumme in Höhe von einer Million Dollar. Er wurde mehrfach verliehen und wechselte schließlich 2024 zum Ligakonkurrenten CA San Martín de Tucumán. Zur Saison 2025 schloss er sich dem chilenischen Verein CD Palestino an.

### Nationalmannschaft
Arias wurde am 19. Mai 2015 von Trainer Fabián Coito zunächst für den vorläufigen Kader der U-22 bei den Panamerikanischen Spielen 2015 in Toronto nominiert. Schließlich gehörte er auch dem endgültigen Aufgebot an und gewann das Turnier mit der Celeste. Im Verlaufe des Turniers wurde er viermal (kein Tor) eingesetzt.

### Erfolge
- Goldmedaille Panamerikanische Spiele 2015
- Torschützenkönig (Primera División, Uruguay): 2015/16